# Базгиево
Базгиево (баш. Баҙғыя) — село в Шаранском районе Республики Башкортостан Российской Федерации. Административный центр Базгиевского сельсовета.

## География

### Географическое положение
Расстояние до:
- районного центра (Шаран): 17 км,
- ближайшей ж/д станции (Кандры): 20 км.

## Население
| 2002 | 2009 | 2010 |
| ---- | ---- | ---- |
| 490  | ↗545 | ↘465 |

### Национальный состав
Согласно переписи 2002 года, преобладающая национальность — чуваши (45 %).

## Религия
В селе есть православная Никольская церковь.

## Известные уроженцы
- Юсуф Гарей (1904—1988) — башкирский писатель, переводчик, член Союза писателей Башкирской АССР (1936).